# Santiago (Kap Verde)
Santiago (portugiesisch Ilha de Santiago, deutsch „Insel des heiligen Jakob“) ist die größte der Kapverdischen Inseln im Atlantik.

## Geographie

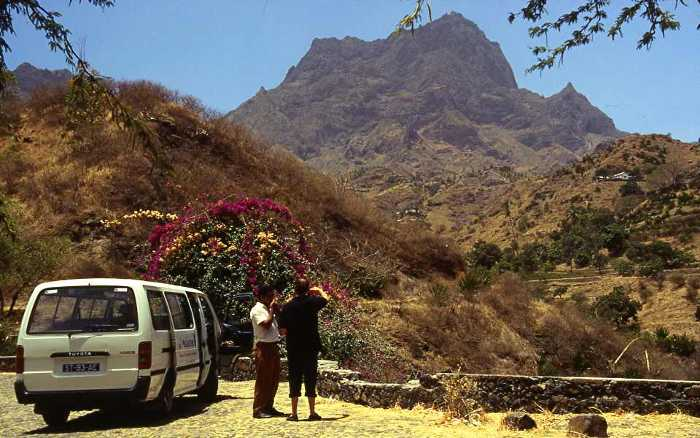
Pico da Antonia, 1394 m hoch
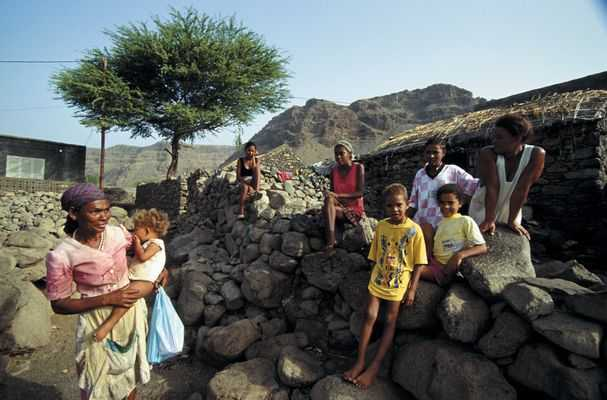
Familie mit Kindern in Tarrafal
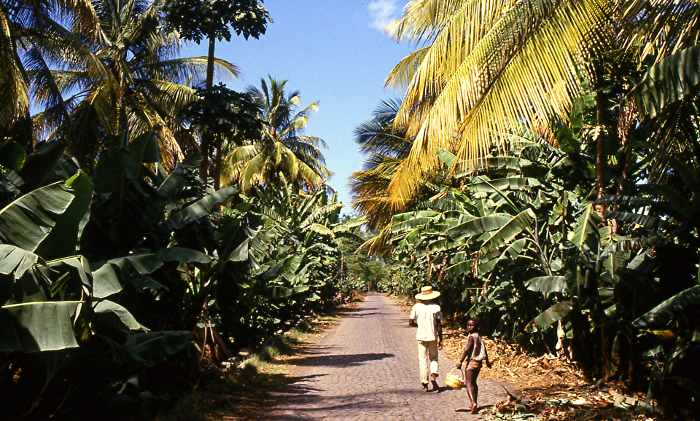
Bananenplantage im Tal von São Domingos

Santiago gehört zur südlichen Inselgruppe Ilhas de Sotavento (dt.: „Inseln unter dem Wind“). Auf der flächengrößten (991 km²) und bevölkerungsreichsten (290.000 Ew.) der Kapverdischen Inseln liegt auch die Hauptstadt Praia (132.000 Ew.).
Die Insel ist vulkanischen Ursprungs mit hochgebirgigem Relief, weiten U-Tälern, Hochflächen und Zeugenbergen. Höchste Erhebung ist der Pico da Antónia (1394 m). Das gebirgige Zentrum der Insel ist relativ regenreich und macht Santiago zur landwirtschaftlich produktivsten Insel, während die niedrigen Küstenregionen wüstenartig trocken sind.

## Geologie
Die Geologie Santiagos kann stratigraphisch in sechs Formationen unterteilt werden (von jung nach alt):
1. Monte-das-Vacas-Formation
2. Assomada-Formation
3. Pico-da-Antónia-Formation
4. Orgãos-Formation
5. Flamengos-Formation
6. Alter Eruptivkomplex

Bis auf die sedimentäre Orgãos-Formation (Lahare) und einige Kalkarenithorizonte in der Pico-da-Antónia-Formation handelt es sich hier ausschließlich um Vulkanite. Der im Zentrum und im Süden der Insel anstehende, so genannte Alte Eruptivkomplex ist in Wirklichkeit plutonischer Natur und stellt mit einem Untermiozänen (Burdigalium) Alter von rund 20 Millionen Jahren BP das unterlagernde Grundgebirgsfundament Santiagos dar. Er wurde anschließend in einer Periode intensiver Erosion freigelegt. Im Zeitraum 5,5 bis 4,5 Millionen Jahre BP (Unterpliozän/Zancleum) folgte dann darüber diskordant und submarin die Flamengos-Formation, die sich aus Laven, Brekzien und Pyroklastiten zusammensetzt. Nach einer Ruhepause in den vulkanischen Tätigkeiten kam es zu einer erneuten Erosionsphase mit intensiver Reliefnivellierung. Es entstanden die Lahare und laharähnlichen Ablagerungen der Orgãos-Formation. Die zwischen 3,3 und 2,3 Millionen Jahren BP (Piacenzium bis Gelasium) gebildete Pico-da-Antónia-Formation bekundet das Schildstadium Santiagos. Sie zeichnet sich durch einen mächtigen, submarinen oder subaerischen Vulkanismus des Hawaii-Typs aus. Die Formation kann zweigeteilt werden, mit 2,9 bis 2,8 Millionen Jahre alten, submarinen Laven im unteren Abschnitt und 2,6 bis 2,3 Millionen Jahre alten, subaerischen Laven im Oberen. Die Assomada-Formation im Zentralteil der Insel besteht aus subaerisch ausgedrungenen Lavaflüssen. Die zuoberst liegende Monte-das-Vacas-Formation baut sich aus Ablagerungen des Strombolityps auf mit ungefähr 50 Schlacken- und Aschenkegeln und kleineren Lavaflüssen, die sich über die ganze Insel verteilen. Die letzten beiden Formationen gehören bereits zum Post-Schildstadium und wurden im Altpleistozän im Intervall 1,1 bis 0,7 Millionen Jahre BP gefördert.
Petrologisch herrschen unter den Laven Santiagos primitive, stark untersättigte Mafite wie Basanite, Nephelinite, Melanephelinite und Melilithite vor, differenziertere Gesteine wie Trachyte und Phonolithe sind aber ebenfalls anzutreffen. Die mafischen Laven unterscheiden sich nur geringfügig in den einzelnen Formationen, Melanephelinite herrschen generell vor. Die Gesteine sind porphyrisch, wobei bei submarinen Varietäten Glas in der Grundmasse vorliegt. Phänokristalle sind gewöhnlich Olivin und Klinopyroxen, die je nach Gesteinstyp in ihren Proportionen wechseln.

## Geschichte
Als Entdecker der Hauptinsel gilt Diogo Gomes, der um 1455 bei seiner Entdeckungsreise bis Santiago vorgedrungen ist. Der erste Lehnsherr der Insel, Antonio da Noli, ließ 1460 eine winzige Garnison in Cidade Velha errichten, das damals noch Ribeira Grande genannt wurde. Durch Kreolisierung entstand die älteste kreolische Gesellschaft der Kolonialgeschichte mit Kreol als eigener Sprache.
Der transkontinentale Sklavenhandel machte Cidade Velha im 16. Jh. für ein Jahrhundert zur zweitreichsten Stadt des portugiesischen Weltreichs. Portugal war jedoch nicht in der Lage, seine kolonialen Besitzungen ausreichend zu schützen. Engländer, Holländer, Franzosen und Spanier rissen den Sklavenhandel an sich und Santiago wurde mehrfach von Piraten überfallen. Nach einem verheerenden Überfall durch Jacques Cassard im Jahr 1712 sank die Bedeutung von Cidade Velha und letztlich wurde die Hauptstadt auf das leichter zu verteidigende und gesündere Plateau von Praia verlegt.
Die Nachfrage der Sklavenschiffe nach Lebensmitteln ließ eine marktorientierte Landwirtschaft auf der Insel entstehen und die Zahl der Sklaven stärker als auf den anderen Inseln anwachsen. Ins gebirgige Inselinnere entflohene (altportugiesisch: vadios) Sklaven, Gefangene und Verbannte begründeten die Kultur der Badius mit starker kultureller, religiöser und musischer Identität.
Die vom portugiesischen Kolonialsystem besonders benachteiligte Bevölkerung Santiagos hat den Kampf Amílcar Cabrals und der PAIGC um die Unabhängigkeit des Landes (1975) unterstützt. Santiago war mehrfach Gastgeber von Konferenzen zu Themen kreolischer Kulturen.
Seit der Unabhängigkeit Kap Verdes werden die Infrastrukturen der Insel (Schulen, Hafen, Flughafen, Straßen etc.) bevorzugt ausgebaut, um die historisch bedingte Benachteiligung der Hauptinsel auszugleichen.

## Verwaltung
Die Insel gehört zur Südgruppe der Kapverdischen Inseln, den Ilhas de Sotavento. Sie ist die wichtigste und bevölkerungsreichste Insel des Landes. Verwaltungszentrum ist die Hauptstadt Praia. Zweitgrößte Stadt der Insel ist Assomada, Verwaltungssitz des Kreises Santa Catarina.
Administrativ ist Santiago in neun Kreise (Concelhos) mit zusammen elf Gemeinden (Freguesia) aufgeteilt.
| Concelho (Kreis)           | Freguesia (Gemeinde)              |
| -------------------------- | --------------------------------- |
| Praia                      | Nossa Senhora da Graça (Santiago) |
| São Domingos               | Nossa Senhora da Luz              |
| São Domingos               | São Nicolau Tolentino             |
| Santa Catarina             | Santa Catarina                    |
| São Salvador do Mundo      | São Salvador do Mundo             |
| Santa Cruz                 | Santiago Maior                    |
| São Lourenço dos Órgãos    | São Lourenço dos Órgãos           |
| Ribeira Grande de Santiago | Santíssimo Nome de Jesus          |
| Ribeira Grande de Santiago | São João Baptista                 |
| São Miguel                 | São Miguel Arcanjo                |
| Tarrafal                   | Santo Amaro Abade                 |

## Wirtschaft und Tourismus
Haupterwerbszweige sind die Landwirtschaft (Mais, Zuckerrohr, Bananen, Maniok und Mango) und der Fischfang. Größere Gebiete mit künstlicher Bewässerung findet man z. B. in der Nähe der Stadt Pedra Badejo an der Ostküste.
Die Insel bietet hervorragende Möglichkeiten zum Wandern (Naturreservate Pico da Antónia und Serra da Malagueta), zum Baden (Tarrafal, Praia Baixo, São Francisco) und für kulturhistorische Besichtigungen (Cidade Velha, Praia).